# Суворовська сільська рада (Тоцький район)
Суво́ровська сільська рада (рос. Суворовский сельский совет) — сільське поселення у складі Тоцького району Оренбурзької області Росії.
Адміністративний центр — селище Суворовський.

## Історія
2013 року ліквідовані Логачовська сільська рада (село Логачовка) та Мананниковська сільська рада (село Мананниково), їхні території увійшли до складу Суворовської сільради.

## Населення
Населення — 1171 особа (2019; 1526 в 2010, 2265 у 2002).

## Склад
До складу сільської ради входять:
| Населений пункт      | Населення, осіб (2002) | Населення, осіб (2010) |
| -------------------- | ---------------------- | ---------------------- |
| Глибинний, селище    | 88                     | 11                     |
| Дальній, селище      | 52                     | 0                      |
| Дружний, селище      | 183                    | 124                    |
| Казанка, селище      | 120                    | 39                     |
| Кубанка, селище      | 90                     | 10                     |
| Логачовка, село      | 458                    | 303                    |
| Мананниково, село    | 305                    | 215                    |
| Нові Пруди, селище   | 36                     | 0                      |
| Суворовський, селище | 933                    | 824                    |